# Termini Imerese
Pour les articles homonymes, voir Termini.
Termini Imerese est une ville italienne de la province de Palerme dans la région Sicile en Italie.

## Jumelages
- Elk Grove Village (États-Unis) depuis 2002
- La Vallette (Malte) depuis 2014
- Zihuatanejo (Mexique) depuis 2014 Ixtapa
- Vilnius (Lituanie) depuis 2014
- Maranello (Italie) depuis 2016

## Histoire
La cité est connue dans l'Antiquité sous le nom de Thermae Himerenses, c'est-à-dire les thermes d'Himère, colonie grecque située à proximité. Thermae fut prise par les Romains en 252 av. J.-C. lors de la première guerre punique.

## Économie
L'usine Fiat de Termini Imerese, ouverte en 1970, employa jusqu'à 3 000 personnes et fut le lieu de fabrication des modèles Panda et Punto. Son activité s'est toutefois réduite depuis les années 2000.

## Administration
| Période                                  | Période  | Identité            | Étiquette       | Qualité |
| ---------------------------------------- | -------- | ------------------- | --------------- | ------- |
| 10 juin 2014                             | en cours | Salvatore Burrafato | Parti démocrate |         |
| Les données manquantes sont à compléter. |          |                     |                 |         |

### Communes limitrophes
Caccamo, Campofelice di Roccella, Cerda, Collesano, Sciara, Trabia